# Ephraim (Utah)
Ephraim is een plaats (city) in de Amerikaanse staat Utah, en valt bestuurlijk gezien onder Sanpete County.

## Demografie
Bij de volkstelling in 2000 werd het aantal inwoners vastgesteld op 4505.
In 2006 is het aantal inwoners door het United States Census Bureau geschat op 5085, een stijging van 580 (12,9%).

## Geografie
Volgens het United States Census Bureau beslaat de plaats een oppervlakte van
9,2 km², geheel bestaande uit land. Ephraim ligt op ongeveer 1689 m boven zeeniveau.

## Plaatsen in de nabije omgeving
De onderstaande figuur toont nabijgelegen plaatsen in een straal van 20 km rond Ephraim.